# Cunupia

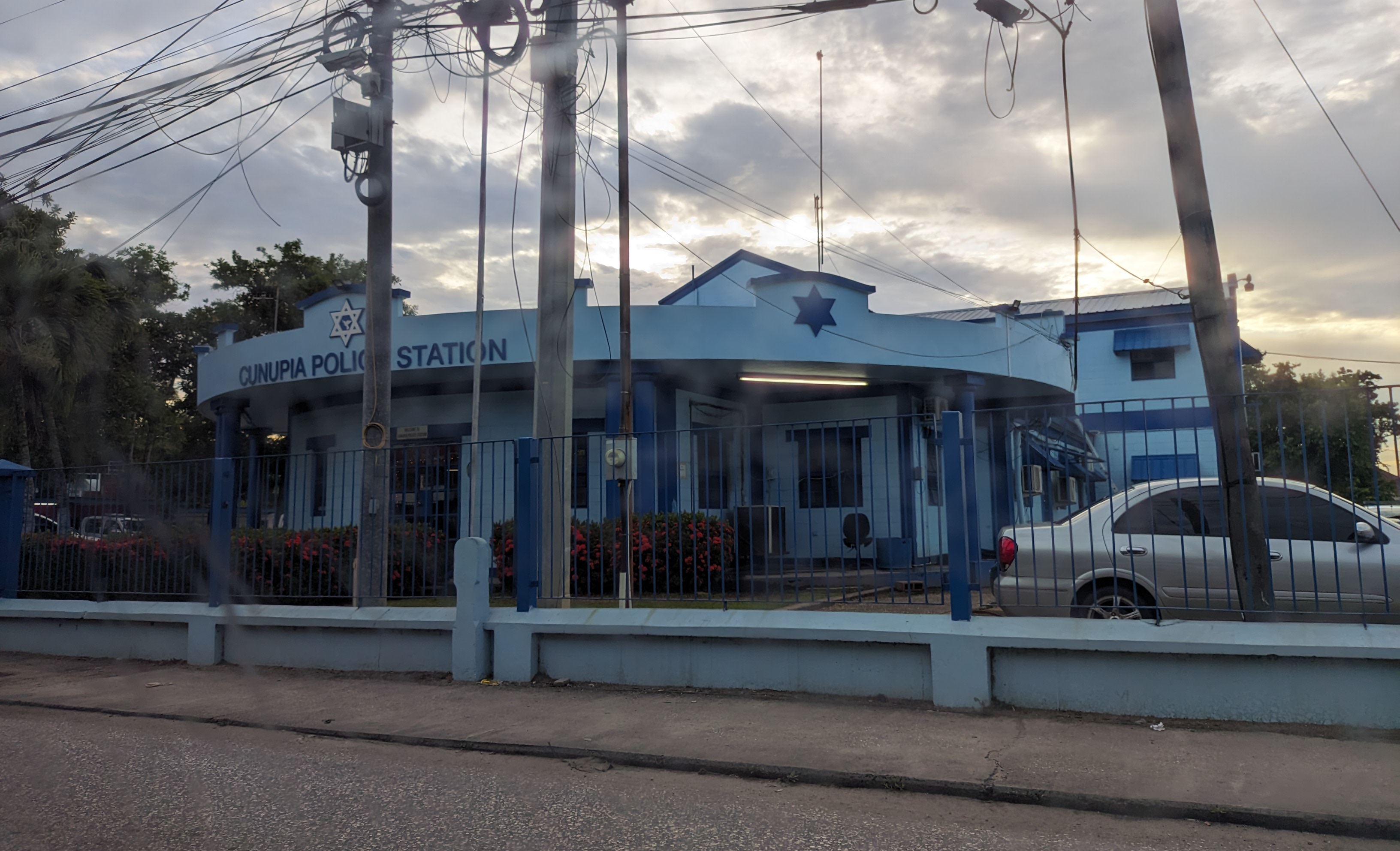
Cunupia comisaría (2024)

Cunupia es una localidad de Trinidad y Tobago, que forma parte del borough de Chaguanas y de las regiones de Couva-Tabaquite-Talparo y Tunapuna-Piarco.

## Geografía
La localidad abarca parte de la isla Trinidad de forma discontinua. El enclave más pequeño, que se halla por completo en la región de Tunapuna-Piarco limita al norte con Warren Village, al sur con Munroe Settlement (Chaguanas), al este con Warren Village y al oeste con Bejucal; mientras que su enclave más grande limita al norte con Warren Village, Kelly Village y St. Helena Village (todas de la región de Tunapuna-Piarco), al sur con Jerningham Junction, al este con St. Helena Village, Madras Settlement, Chin Chin y Welcome (las tres últimas de la región de Couva-Tabaquite-Talparo) y al oeste con Warren Village, Munroe Settlement y Jerningham Junction.

## Demografía
Datos demográficos de la localidad de Cunupia:
| Gráfica de evolución demográfica de Cunupia entre 2000 y 2011 |
|                                                               |